# Bitva o Bradavice
Tento článek pojednává o fiktivní kouzelnické bitvě z románu o Harrym Potterovi.
Harry Potter zjistí, že další z viteálů, které hledá je v Bradavicích (ty jsou v rukou nepřítele) a spolu s Ronem a Hermionou se je tam potají vydají je hledat. Přemístí se do Prasinek a Smrtijedi odhalí jejich příchod, uvěří však tvrzení Aberfotha Brumbála, že se jednalo o planý poplach a zruší pohotovost. S Aberfothovou pomocí se trio dostává do Bradavic, kde je rozšířena falešná zpráva, že se chystá bitva. Harry je však odhalen a nahlášen Voldemortovi. Voldemort proto přichází s celou svou armádou Smrtijedů a obrů k Bradavicím. Mezitím jsou tajnou chodbou evakuováni mladší studenti a do Bradavic přichází kouzelníci, jež chtějí bojovat proti Voldemortovi. Bradavice se dostávají zpět do rukou kouzelnického společenství a bojové síly jsou rozděleny na pozemní jednotku a na jednotky ve věžích. Profesorka McGonagallová očarovává bradavické sochy a brnění, aby bojovaly za jejich věc a splnili tak svoji povinnost vůči Bradavicím.

## 1. fáze bitvy – Bradavice v obležení
Voldemort útočí na Bradavice a všichni v nich se je snaží bránit, aby poskytli Harrymu čas hledat viteál. Ten jej nakonec po dlouhém hledání nalezne a spolu s dalším zničí. Voldemort vyhlašuje hodinu bojového klidu a vyzývá Bradavice, aby mu vydali Harryho Pottera a budou ušetřeny. Bradavice odmítají.
Harry se stává svědkem zavraždění Severuse Snapea Voldemortem a prohlédne si Snapeovy vzpomínky, přičemž odhalí celou pravdu a získá návod jak porazit Voldemorta.
Hodina klidu se chýlí ke konci a Voldemort vyzývá Harryho ať se mu vydá. Harry už ale ze Snapeových vzpomínek ví, že přesně to musí udělat a vydává se za Voldemortem do lesa. Ten na něj sešle smrtící kouzlo, ale to Harryho nezabije, pouze zničí viteál uchovaný v něm, avšak Voldemort si myslí, že je Harry mrtvý.

## 2. fáze bitvy – přímé souboje
Ve znamení vítězství nese Voldemort Harryho tělo před Bradavice a vyzývá je, aby se vzdali, když jejich hrdina zemřel. Bradavice odmítnou a v tom se objeví kentauři a spustí salvu šípů mezi Smrtijedy. Přichází také mnoho dalších posil – jak lidé (především obyvatelé Prasinek), tak testrálové a další zvířata ze Zapovězeného lesa.
Bitva se přesunuje do interiérů hradu; venku je to mezi dovádějícími obry a všude létajícími kentauřími šípy nebezpečné. Kouzelnické společenství nad zbývajícími Smrtijedy vítězí až zůstane bojovat jen sám Voldemort; všichni ostatní jsou mrtví, nebo nejsou bojeschopni.
Harry odhaluje, že žije a před zraky přeživších vede krátký rozhovor s Voldemortem o tom, jaká je skutečná pravda, a že Brumbál měl nad ním vždy navrch. Voldemort sešle na Harryho smrtící kletbu, ale ten jí čelí a následně bitvu vyhraje z důvodu, že Voldemortem používaná hůlka patří Harrymu. Voldemort umírá.
Touto bitvou je zakončena celá válka proti Voldemortovi a Smrtijedům.

## Známé oběti z řad obránců Bradavic
- Colin Creevey
- Fred Weasley
- Remus Lupin
- Nymfadora Tonksová